# Indjouïdes
1335–1357
Entités précédentes :
- Ilkhanat de Perse

Entités suivantes :
- Mozaffarides

Les Indjouïdes ou la dynastie des Inju est l'une des dynasties mineures qui se sont partagé l'empire des Ilkhanides au XIVe siècle (environ 1325-1353). 
Cette dynastie va essayer d'assurer sa domination sur la sud de la Perse : Elle va contrôler de manière intermittente le Fars, la province de Kerman, la province de Yazd, celle d'Ispahan et le Lorestan. Outre les querelles intestines dans la famille Inju, la dynastie doit faire face aux autres dynastes qui se sont partagé l'empire des Ilkhanides : les Chupanides de Chiraz, les Jalayirides de Bagdad, et les Muzaffarides de Yazd qui mettent fin à la dynastie en 1353.

## Histoire

### Règne d'Abu Saïd
Le nom de la famille vient du titre porté par son fondateur, Charaf ad-Dîn Mahmud administrateur (inju) le domaine des souverains Ilkhanides dans le Fars. Charaf ad-Dîn Mahmud a été au service de l'émir Chupan commandant en chef et vizir de l'ilkhanide Abu Saïd. Vers 1325, alors qu'un descendant des atabegs Salghurides était encore le souverain en titre dans le Fars, Chupan envoie Charaf ad-Dîn Mahmud prélever les taxes au nom des Ilkhanides. Charaf ad-Dîn Mahmud accumule alors une fortune considérable qui lui donne une grande influence politique et financière dans le sud de la Perse. Il reste à la cour de Sultaniya où il reçoit le titre de Mahmud Inju Chah. Il place ses trois fils comme gouverneurs des provinces du sud de la Perse.
En 1334, et pour une raison inconnue, Abu Saïd remplace Charaf ad-Dîn Mahmud par l'émir Muzaffar, un officier mongol. Charaf ad-Dîn Mahmud trame un complot contre son rival et avec ses partisans il le poursuit jusque dans le palais d'Abu Saïd dans lequel il s'est réfugué. Abu Saïd furieux, fait emprisonner les comploteurs, chacun dans une forteresse différente. Charaf ad-Dîn Mahmud est enfermé à Ispahan dans la forteresse Tabarak (forteresse bénie) et son fils aîné Jalâl ad-Dîn Mas`ud, en Anatolie. En dehors de Charaf ad-Dîn Mahmud et de son fils, les condamnés restent dans leur prison jusqu'à la mort d'Abu Saïd. En revanche, les deux Indjouïdes sortent rapidement de prison sur intervention de leur protecteur à la cour, le vizir Ghiât ad-Dîn Muhammad qui est déjà intervenu pour leur éviter la peine capitale. L'émir Muzaffar ne jouit pas longtemps de sa nomination à Chiraz. Ghiâth ad-Dîn Kay-Khusraw, fils cadet de Charaf ad-Dîn Mahmud, empêche sa prise de pouvoir et à l'annonce de la mort d'Abu Saïd il le renvoie à Sultaniya.

### Effondrement de l'Ilkhanat
Abu Saïd meurt en 1335 sans héritier. Les gouverneurs locaux vont rivaliser pour désigner un successeur et pour se constituer leur propre principauté. Chiraz va connaître les mêmes séries de meurtres et de vengeances que le reste de l'empire jusqu'en 1342 et la prise de pouvoir de d'Abu Ishaq Inju. Les principaux acteurs sont les quatre fils de Charaf ad-Dîn Mahmud, et des chupanides qui sont de tous les côtés des combats et s'affrontent entre eux, l'émir jalayiride Hasan Buzurg et le gouverneur de Yazd le muzaffaride Mubâriz ad-Dîn Muhammad.
Un lointain cousin d’Abu Saïd, nommé Arpâ Khan ou Arpa Ka'on descendant d'Hülegü, est désigné comme successeur. Il est rapidement intronisé le 5 décembre 1335. Delchâd Khâtûn, veuve d’Abu Saïd est alors enceinte d’un possible héritier. Par prudence, elle se réfugie à Diyarbakır auprès de son cousin et oncle d’Abu Saïd, Alî Pâdchâh. Sept mois plus tard, elle donne naissance à une fille (18 mai 1336). La période est malsaine pour les courtisans : Charaf ad-Dîn Mahmud et son protecteur Ghiât ad-Dîn Muhammad, meurent assassinés par Arpâ Khan dès les premiers mois, son fils Jalâl ad-Dîn Mas`ud se réfugie auprès d'Hasan Buzurg. 
Alî Pâdchâh attaque Arpa Ka’on. Lors d’une bataille près de Maragha à laquelle Surgan, le dernier fils de Chupan prend part au côté d’Arpa Ka’on, celui-ci est pris et exécuté (10 avril 1336). Deux jours après, Alî Pâdchâh met sur le trône de l'Ilkhanat un autre fantoche Mûsâ Khan (en), petit-fils de Baïdou. Le jalayiride Hasan Buzurg présente alors son propre candidat au trône : Muhammad Khan qu’il installe à Tabriz après avoir fait exécuter Alî Pâdchâh et mis en fuite Mûsâ Khan au cours d’une bataille confuse à Karadara (24 juillet 1336). 
Jalâl ad-Dîn Mas`ud, le fils aîné de Mahmud Chah Inju et futur père de la poétesse Jahan Malek Khatun, part de la cour à Sultaniya pour prendre la place tenue au nom de leur père à Chiraz par son cadet Ghiâth ad-Dîn Kay-Khusraw depuis 1326. Celui-ci refuse de céder sa place, la bataille entre les deux frères commence. Jalâl ad-Dîn Mas`ud l'emporte et l'enferme avec Chams ad-Dîn Muhammad, un autre de ses frères dans la Qalʿa-ye Sefid (la forteresse blanche). Ghiâth ad-Dîn Kay-Khusraw meurt dans sa prison en 1338, mais son frère Chams ad-Dîn Muhammad parvient à rejoindre Ispahan.
Pendant l’hiver 1338/1339, Hasan Buzurg est obligé de laisser l’Azerbaïdjan à Hasan Kûtchek et à son frère Malek Achraf. Hasan Kûtchek est assuré de la loyauté de Surgan, et de son animosité contre Hasan Buzurg. En revanche il se méfie de Sati Beg et l’oblige à épouser Sulayman le nouveau candidat qu’il soutient dans son accession au trône des Ilkhanides. En 1339, Hasan Kûtchek nomme son cousin Pir Hosayn gouverneur du Fars. Celui-ci s’allie avec Chams ad-Dîn Muhammad Inju. Ils rencontrent Jalâl ad-Dîn Mas`ud à Sarvestan au sud-est de Chiraz. Mas`ud est vaincu et s'enfuit au Lorestan. Un mois après la prise de Chiraz, Pir Hosayn tue son allié et prend seul le contrôle du Fars. Quelque temps après, Pir Hosayn est expulsé de Chiraz par une révolte de la population. Pir Hosayn retourne à Tabriz retrouver Hasan Kûtchek. Hasan Kûtchek et ses alliés, Pir Husayn qui vient d’être chassé du Fars et Surgan chassé du Karabagh se rassemblent à Ujan. Cette armée affronte celle d'Hasan Buzurg près de Maragha le 29 juin 1340. Hasan Kûtchek remporte la victoire. Il nomme Surgan comme gouverneur de l’Irak `Ajamî et Pir Hosayn part reprendre sa place dans le Fars. Après la fuite de Pir Hosayn, Mas`ud Chah Inju s’était installé à Chiraz. Pir Hosayn s’allie cette fois au muzaffaride Mubâriz ad-Dîn Muhammad devenu gouverneur de Yazd. Dès l’approche de Pir Hosayn, Mas`ud Chah Inju s’enfuit et va se réfugier auprès d'Hasan Buzurg. Craignant la vengeance de Pir Hosayn, la population de Chiraz s’enferme dans la ville. Deux semaines après, une négociation permet à Pir Hosayn de reprendre possession de la ville paisiblement. Pir Husayn remercie son allié Mubâriz ad-Dîn Muhammad en lui donnant le Kerman à ajouter à ses territoires.

### Les rivalités entre les injuides
Le chupanide Pir Husayn se heurte à son oncle Malek Achraf frère cadet d'Hasan Kûtchek. Les deux plus jeunes Indjouïdes vont se retrouver dans des camps opposés, chacun voulant venger le meurtre de leur frère par Pir Husayn et lui reprendre le Fars. Mas`ud Chah est avec son protecteur Hasan Buzurg tandis qu'Abu Ishaq est temporairement allié à Malek Achraf qui a été installé à Ispahan par Pir Husayn dans le but de contrer l'influence grandissante de Mubâriz ad-Dîn Muhammad à Yazd. En 1342, Abu Ishaq et Malek Achraf partent d'Ispahan vers Chiraz. Pir Husayn prépare sa riposte, mais il perd la bataille et se réfugie à Tabriz au lieu d'aller chez Mubâriz ad-Dîn Muhammad. A Tabriz, Hasan Kûtchek fait tuer son cousin Pir Husayn.
Les alliés victorieux, Abu Ishaq et Malek Ašraf, s'avancent vers Chiraz, mais ils se disputent entre eux. Abu Ishaq entre dans la ville et ferme les portes devant Malek Ašraf, Les Chirazis prennent le parti de soutenir Abu Ishaq contre Malek Ašraf. Ils attaquent de nuit le camp de Malek Ašraf et mettent en pièces ses troupes. Dans le même temps Mas`ud Chah, qui n'est pas au courant de la prise de la ville par son jeune frère, s'approche de Chiraz avec l'appui de Yâgî Bâsti oncle de Malek Ašraf et commandant des armées d'Hasan Buzurg. Abu Ishaq laisse la place à son aîné et se retire dans la région du Shabânkâra. La coexistence entre l'injouïde Mas`ud Chah et le chupanide Yâgî Bâsti devient impossible en 1342 alors qu'elle avait été possible entre Mubâriz ad-Dîn Muhammad et Pir Husayn. Yâgî Bâsti ne supporte pas de n'être que l'hôte  de Mas`ud Chah à Chiraz. Yâgî Bâsti tue Mas`ud Chah alors qu'il sort de son bain en 1342.

### Le dernier injouïde
Abu Ishaq est le dernier fils survivant de Charaf ad-Dîn Mahmud. Il s'apprête à  venger la mort de son frère. Avec un groupe de chirazis, il assiège pendant trois semaines Yâgî Bâsti dans la résidence du gouverneur. Yâgî Bâsti finit par devoir se retirer. L'année suivante il revient avec son neveu Malek Ašraf et fait une dernière tentative pour s'emparer de Chiraz. Avec l'aide du muzaffaride Mubâriz ad-Dîn Muhammad ils prennent Abarkuh dans le nord du Fars. Ils reçoivent alors la nouvelle de la mort d'Hasan Kûtchek. Tous les deux étant candidats à sa succession se précipitent vers Tabriz. Quant à lui Mubâriz ad-Dîn Muhammad retourne à Yazd. Malek Ašraf assassine son oncle Yâgî Bâsti et prend le pouvoir à Tabriz et y règne jusqu'en 1356.
Abu Ishaq est alors le maître incontesté du Fars de la côte du Golfe Persique et de la province d'Ispahan. Il n'a plus de concurrent ni dans sa famille  ni chez les Chupanides. Il est l'un des six souverains indépendants qui se sont partagé l'empire ilkhanide. Il provoque une guerre désastreuse contre Mubâriz ad-Dîn Muhammad et voit ses relations avec les habitants de Chiraz se détériorer. 
Lorsque Abu Ishaq essaie de rétablir son autorité sur le Kerman il doit affronter Mubâriz ad-Dîn Muhammad qui avait pris le contrôle de cette province lors des conflits des années précédentes. En 1345, Abu Ishaq fait deux expéditions infructueuses dans le Kerman. L'année suivante il essaie de soulever les tribus mongoles contre Mubâriz ad-Dîn Muhammad. Il attaque Yazd et Kerman, mais toutes ses campagnes sont des échecs. En 1350 il fait le siège de Yazd. Les habitants en sont réduits au cannibalisme faute de nourriture. En 1352, il refait le siège de Kerman toujours sans succès et avec de lourdes pertes. Mubâriz ad-Dîn Muhammad remporte une victoire à l'extérieur de la ville de Kerman. Il nomme son fils Djalal ad-Dine Chah Chodja comme successeur et part en campagne contre Abu Ishaq. Il rassemble autour de lui des troupes mongoles et arabes qui se trouvent dans le Kerman ainsi que les forces d'un autre fils Charaf al-Dîn Muzaffar. Apprenant le mouvement des Muzaffarides, Abu Ishaq envoie une ambassade pour mener une négociation. Le négociateur est bien reçu, mais celui-ci ne parvient pas à dissuader Mubâriz ad-Dîn Muhammad d'attaquer Chiraz. Lors du siège de Chiraz en 1352-1353, Abu Ishaq se laisse aller à l'inaction et à la débauche. Le siège dure six mois. Au cours d'une de ses ivresses il entend les tambours de l'armée de Mubâriz ad-Dîn Muhammad il demande : «  Quel est ce bruit ? «  et lorsqu'on lui dit que ce sont les armées de son adversaire, il dit « Vous voulez dire qu'il est encore là. » Abu Ishaq perd Chiraz, plus à cause son incapacité que par la force de son adversaire. Abu Ishaq se rend compte qu’il peut être expulsé de la ville comme l’a été le chupanide Pir Husayn avant lui. Au cours de ce long siège, » Abu Ishaq commet une erreur fatale en maltraitant la population. Un chef du quartier ouest responsable de la garde de la porte fait savoir à Chah Chodja qu’il est prêt à leur ouvrir la porte. Abu Ishaq incapable de résister, s’enfuit avec quelques compagnons et s’enferme dans la forteresse Qalʿa-ye Sefid. Un an après avoir pris Chiraz, Mubâriz ad-Dîn Muhammad perd la ville lors d’une contre attaque des Indjouïdes. Mubâriz ad-Dîn Muhammad donne Chiraz à son neveu, laisse son fils Chah Chodja au Kerman et part vers Ispahan où se trouve Abu Ishaq. Tandis qu’il fait mouvement vers Ispahan, des forces favorables aux Indjouïdes attaque Chiraz. Cette attaque prend Chah Chodja au dépourvu, la bataille de rues qui s’ensuit est une défaite pour les Indjouïdes. A Ispahan, Abu Ishaq est fait prisonnier et ramené à Chiraz pour y être exécuté.

## Héritage
Le bref règne des Indjouïdes à Chiraz a laissé au moins une construction encore existante actuellement, c’est un aménagement au centre de la mosquée du IXe siècle Masjed-e Jame`-yé Atîgh, fait pour recevoir une bibliothèque contenant des manuscrits de compagnons du prophète et un exemplaire du Coran d’`Uthman .

## La dynastie
| Dates          | Nom                                             | Fils de                                         |                                                                |
| -------------- | ----------------------------------------------- | ----------------------------------------------- | -------------------------------------------------------------- |
|                | Charaf ad-Dîn Mahmud                            |                                                 | Fonde la dynastie, ne règne pas, Il meurt en 1336.             |
| 1336-1338/1339 | Ghiâth ad-Dîn Kay-Khusraw                       | Mahmud                                          |                                                                |
| ~1338-~1342    | Jalâl ad-Dîn Mas`ud                             | Mahmud                                          |                                                                |
| 1339           | Chams ad-Dîn Muhammad                           | Mahmud                                          | Prend Chiraz à son frère Mas`ud, il est tué par Hasan Kûtchek. |
| 1343–1357      | Abu Ishaq                                       | Mahmud                                          |                                                                |
| 1357           | Le territoire tombe aux mains des Muzaffarides. | Le territoire tombe aux mains des Muzaffarides. | Le territoire tombe aux mains des Muzaffarides.                |